# Hyporhamphus snyderi
Hyporhamphus snyderi är en fiskart som beskrevs av Meek och Hildebrand 1923. Hyporhamphus snyderi ingår i släktet Hyporhamphus och familjen Hemiramphidae. IUCN kategoriserar arten globalt som livskraftig. Inga underarter finns listade i Catalogue of Life.